# Lose My Breath
Lose My Breath è un singolo R&B-Hip Hop del gruppo statunitense delle Destiny's Child, primo estratto dal quarto album in studio Destiny Fulfilled del 2004.
Lose My Breath rappresenta il ritorno delle Destiny's Child sulle scene dopo tre anni di silenzio. Il brano è un enorme successo commerciale, divenendo il nono brano del gruppo a esordire tra le prime dieci posizioni della Billboard Hot 100 e il decimo nella Official Singles Chart britannica. La canzone viene inoltre candidata nel 2005 ai Grammy Award alla miglior canzone R&B di un gruppo

## Descrizione
La canzone è stata scritta da Beyoncé Knowles, Kelly Rowland, Michelle Williams, Rodney Jerkins, LaShawn Daniels, Fred Jerkins III, Sean Garrett, e Jay-Z. Il produttore discografico americano Rodney Jerkins, che aveva precedentemente collaborato con il gruppo nel singolo Say My Name del 2000, aveva lavorato il materiale prima che il gruppo si mettesse al lavoro per il quarto progetto discografico, Destiny Fulfilled. Dopo aver ascoltato la traccia, insieme a Jerkins, il gruppo chiese aiuto al rapper americano Jay-Z che creò immediatamente un ritornello che includeva i versi "Can you keep up" senza aver sentito la traccia. Il gruppo prese il suo ritornello e scrisse i versi e il bridge attorno ad esso.
Lose My Breath è una canzone uptempo R&B e dance pop con elementi di musica dancehall reggae. La canzone è caratterizzata da veloci sequenze di rullanti, ritmi spezzati con percussioni, battiti di mani e piatti, creando un suono da banda musicale.  La sequenza di batteria di apertura è campionata dalla banda dell'Università del Michigan.

Liricamente, le protagoniste femminili sfidano i loro corteggiatori a tenere il passo invece di essere pieni di promesse vuote. Sean Garrett ha descritto il brano ai Grammy Award, affermando che:
«Descrive la prospettiva di un ragazzo che toglie il respiro a una ragazza e viene spazzata via dai suoi piedi, poiché viene stregata da un ragazzo che all'inizio non credeva potesse interessarle; una battaglia dietro le quinte di una relazione».
La componente del gruppo Michelle Williams ha ulteriormente spiegato il significato della canzone durante un'intervista con MTV News:
«Abbiamo avuto esperienze con uomini che fanno un sacco di chiacchiere ma non possono sostenerle. Ha detto che potrebbe fare questo, ma non può, che sia sulla pista da ballo o in qualsiasi altro posto. Chiacchiere per accerchiare le ragazze».

## Accoglienza
Il singolo, paragonato a Pass That Dutch di Missy Elliott e a canzoni delle The Supremes e dei Public Enemy, è stato accolto positivamente dalla critica musicale. Jenny Eliscu di Rolling Stone ha definito Lose My Breath una traccia «intrisa di sudore, un rompicapo sensuale percussivo in cui le Destiny's Child ansimano a tempo di un ritmo di una marcia femminista». Vibe l'ha definito un «brano martellante, animalesco, urgente come un grido di guerra per le donne». In una recensione dell'album Destiny Fulfilled, Tom Sinclair da Entertainment Weekly ha dichiarato che Lose My Breath apriva l'album con «un inizio abbastanza vivace» affermando che «nonostante non sia forte come Bootylicious, il nuovo singolo ha molta più energia nevrotica e vitalità di qualsiasi altra cosa in questo album».
Testate come The New York Times, Billboard, e Slant Magazine hanno apprezzato la forte ritmicità, soffermandosi sulla sensualità dell'uso della batteria in una girl band. Barbara Ellen di The Observer percepisce che Lose My Breath sia divenuto un nuovo «standard esemplare della musica contemporanea», trovando un distacco dei precedenti album della band, Survivor e The Writing's on the Wall. La scrittrice del Los Angeles Times, Natalie Nichols, ha giudicato la sua produzione «elegante» con una «linea di percussioni che spinge all'ascolto continuo» ritenendolo comunque eccessivo per l'intera durata della traccia.
Meno entusiasta Tom Breihan di Pitchfork, si è complimentato per l'incredibile programmazione della batteria di Jerkins e per la ritmicità di sottofondo della traccia, ritenendo però che manchi una melodia poiché «le voci sono troppo affannose, troppo lamentose e troppo elaborate, e l'unico momento emozionante della canzone, verso la fine, dove le armonie hanno un po' di spazio per giocare l'una con l'altra con rococò alla ABBA».

## Video musicale
Il video musicale è stato diretto da Marc Klasfeld, che aveva in precedenza lavorato con i Sum 41, Nelly ed Alien Ant Farm, ed è stato girato a Los Angeles l'8 ottobre 2004.
Il video è stato nominato come "Miglior Video Dance" agli MTV Video Music Awards del 2005.

## Tracce
- Maxi CD single

1. "Lose My Breath" (Album Version)
2. "Lose My Breath" (Maurice's Nu Soul Mix)
3. "Lose My Breath" (Paul Johnson's Club Mix)
4. "Why You Actin'"

- US CD single

1. "Lose My Breath" (Album Version)
2. "Game Over"

## Successo commericale
Lose My Breath ha esordito nella Billboard Hot 100 statunitense prima della sua uscita come singolo fisico, esordendo alla posizione numero 30 nella settimana terminata il 2 ottobre 2004. La settimana successiva, è salita alla posizione numero 12 dopo che venne inviato alle radio statunitensi come singolo radiofonico. Dopo l'uscita commerciale come singolo, Lose My Breath è passato alla terza posizione il 6 novembre, occupando la posizione per quattro settimane consecutive, divenendo il nono singolo delle Destiny's Child ad apparire tra le prime dieci posizioni della classifica. Il brano ha raggiunto anche la terza posizione della Hot R&B/Hip-Hop Songs, divenendo il nono brano del gruppo a entrare tra le prime dieci posizioni. Nel Regno Unito il brano ha raggiunto la seconda posizione della Official Singles Chart, divenendo il decimo brano del gruppo a apparire tra le prime dieci posizioni della classifica.

## Classifiche
| Classifica (2004) | Posizione massima |
| ----------------- | ----------------- |
| Australia         | 3                 |
| Austria           | 8                 |
| Belgio (Fiandre)  | 1                 |
| Belgio (Vallonia) | 3                 |
| Canada            | 16                |
| Danimarca         | 4                 |
| Finlandia         | 3                 |
| Francia           | 8                 |
| Germania          | 3                 |
| Irlanda           | 1                 |
| Italia            | 3                 |
| Norvegia          | 2                 |
| Nuova Zelanda     | 4                 |
| Paesi Bassi       | 5                 |
| Regno Unito       | 2                 |
| Spagna            | 2                 |
| Stati Uniti       | 3                 |
| Svezia            | 8                 |
| Svizzera          | 1                 |

## Riconoscimenti
Grammy Award
- 2004 - Miglior canzone R&B di un gruppo[14]

MTV Video Music Awards
- 2004 - Candidatura al miglior video dance

Nickelodeon Kids' Choice Awards
- 2005 - Candidatura alla miglior canzone[39]

Soul Train Music Award
- 2005 - Candidatura alla miglior canzone R&B/Soul di un gruppo[40]